# Fuerza Aérea Eslovaca
La Fuerza Aérea Eslovaca (en eslovaco: Vzdušné sily Slovenskej republiky), conocida desde 2002 como la Fuerza Aérea de las Fuerzas Armadas de la República Eslovaca (Vzdušné sily Ozbrojených síl Slovenskej republiky), es la rama de aviación y defensa aérea de las Fuerzas Armadas de Eslovaquia. Tiene en funcionamiento 64 aviones desde 3 bases principales —Kuchyňa, Sliač, Prešov. La Fuerza Aérea Eslovaca ha estado bajo mando del mayor general Martin Babiak desde mayo de 2010.

## La Fuerza Aérea de Eslovaquia actualmente
La Fuerza Aérea Eslovaca está encomendada a la defensa de la soberanía del estado eslovaco y el apoyo a las tropas de tierra de la nación. Dominan el inventario 12 aviones rusos de combate MiG-29 junto con 10 aviones ligeros de entrenamiento y combate L-39 CM, y otros aviones de transporte como el L-410 de fabricación checa y un menor número de aviones An-26. La flota de helicópteros es enteramente de fabricación rusa, incluyendo Mil Mi-24, Mil Mi-17 Hip y Mil Mi-2.

## Historia

### 1939 - 1945
Después de la división de Checoslovaquia por la Alemania nazi en 1939, Eslovaquia fue dejada con una fuerza aérea pequeña integrada sobre todo por una aviación de combate de fabricación checoslovaca. Esta fuerza defendió Eslovaquia contra Hungría en 1939, y participó en la invasión de Polonia en apoyo de Alemania ese mismo año. Durante la Segunda Guerra Mundial, la fuerza aérea eslovaca fue encargada de la defensa del espacio aéreo eslovaco, y, después de la invasión de Rusia, proporcionó cobertura aérea a las fuerzas de tierra eslovacas que luchaban contra las tropas de la Unión Soviética en el Frente Oriental. 
Mientras que estaban involucrados en el frente del este, los obsoletos biplanos al servicio de Eslovaquia fueron substituidos por aviones de combate alemanes, incluyendo Messerschmitt Bf 109. La fuerza aérea fue retirada de nuevo a Eslovaquia después de que la fatiga y las deserciones en el combate hubieran reducido la eficacia de los pilotos. Las unidades del aire eslovacas participaron en la sublevación nacional eslovaca contra la Alemania nazi de finales de agosto de 1944.

### 1945 - 1992
El final de la guerra causó la reunificación de Checoslovaquia, y la reunificación de las fuerzas armadas. En 1948, Checoslovaquia se convirtió en un país comunista de economía centralista planificada, y la fuerza aérea adoptó los aviones y la organización usados por la Unión Soviética.

### 1993 - Actual
Después de la disolución formal de Checoslovaquia el 1 de enero de 1993, el inventario de aviones checos y eslovacos fue dividido según la población de cada nación, en un coeficiente casi de 2:1 en el favor de la República Checa. Las excepciones a esta regla eran MiG-23, que fueron dados exclusivamente a la Fuerza Aérea Checa, y los MiG-29, que fueron divididos uniformemente entre las dos naciones. Las bases eslovacas no estaban inicialmente en condiciones técnicas suficientes para manejar los aviones y tecnología transferidos desde las bases checas, y hubieron de realizarse mejoras considerables en infraestructuras para poner en funcionamiento la nueva fuerza aérea. El 1 de marzo de 1995 la Fuerza Aérea Eslovaca substituyó la organización soviética de regimientos de aviación por un sistema de estilo occidental de alas y escuadrillas. En los años siguientes, Eslovaquia retiró gradualmente muchos de los aviones más antiguos, incluyendo la flota entera de bombarderos del ataque Su-22 y de los interceptores MiG-21. En 2004, la academia de vuelo y el equipo de aeroacrobacia nacional Biele Albatrosy de entrenamiento y demostración, ambos basados en Košice, fueron disueltos.
Lockheed Martin ha completado la entrega de los dos primeros aviones F-16 Block 70 a Eslovaquia a principios de 2024, los aviones fueron fabricados en Greenville, Carolina del Sur. La entrega forma parte de un contrato más amplio que incluirá un total de 14 aviones. Las entregas continuarán hasta 2025, con el primer grupo de aviones, conocido como celda de ferry, previsto para llegar a Eslovaquia a mediados de 2024.

## Inventario actual
| Aeronave                | Fotografía | Origen          | Tipo                                              | Versiones                                             | Número       | Notas                                                                                           |
| Avión caza              | Avión caza | Avión caza      | Avión caza                                        | Avión caza                                            | Avión caza   | Avión caza                                                                                      |
| ----------------------- | ---------- | --------------- | ------------------------------------------------- | ----------------------------------------------------- | ------------ | ----------------------------------------------------------------------------------------------- |
| Mikoyan-Gurevich MiG-29 |            | Unión Soviética | combate entrenamiento                             | MiG-29AS MiG-29UBS                                    | 10 2         | En reserva 8 MiG-29A y 1 MiG-29UB                                                               |
| Lockheed Martin F-16    |            | Estados Unidos  | Multi Rol                                         | F-16 Block 70                                         | 5            | [ 3 ]                                                                                           |
| Avión de entrenamiento  |            |                 |                                                   |                                                       |              |                                                                                                 |
| Aero L-39 Albatros      |            | Checoslovaquia  | entrenamiento básico y avanzado ataque a tierra   | L-39ZAM L-39CM                                        | 4 6          |                                                                                                 |
| Avión de transporte     |            |                 |                                                   |                                                       |              |                                                                                                 |
| Antonov An-26           |            | Unión Soviética | transporte                                        | An-26                                                 | 2            | Usado para entrenamiento de personal en vuelo                                                   |
| Let L-410 Turbolet      |            | Checoslovaquia  | transporte                                        | L-410FG L-410UVP-T L-410UVP-E L-410UVP-E20 L-410UVP-S | 1 1 2 1      | Usado para transporte ligero, entrenamiento de paracaidistas, fotografía aérea y transporte VIP |
| Alenia C-27J Spartan    |            | Italia          | transporte                                        | C-27J Spartan                                         | 2 encargados |                                                                                                 |
| Helicópteros            |            |                 |                                                   |                                                       |              |                                                                                                 |
| Mil Mi-24               |            | Unión Soviética | ataque entrenamiento                              | Mi-24V Mi-24D                                         | 9 7          | No todos en servicio                                                                            |
| Mil Mi-17               |            | Unión Soviética | transporte                                        | Mi-17M                                                | 12           |                                                                                                 |
| Mil Mi-8                |            | Unión Soviética | transporte                                        | Mi-8S                                                 | 1            |                                                                                                 |
| Mil Mi-2                |            | Polonia         | entrenamiento                                     | Mi-2                                                  | 4            |                                                                                                 |
| UAV                     |            |                 |                                                   |                                                       |              |                                                                                                 |
| Elbit Skylark           |            | Israel          | UAV                                               |                                                       | 5            | Actualmente en posesión del Ministerio del Interior y del 5º regimiento de misiones especiales  |
| Sistemas SAM            |            |                 |                                                   |                                                       |              |                                                                                                 |
| S-300                   |            | Unión Soviética | sistema de defensa aéreo de largo alcance         | S-300PMU                                              | 1 batería    |                                                                                                 |
| 2K12 Kub                |            | Unión Soviética | sistema de defensa aéreo de corto y medio alcance | 2K12 Kub                                              | 4 baterías   |                                                                                                 |